# 세라만나
세라만나(Serramanna)는 사르데냐어로 세라 만나(Serra Manna, 넓은 범위)라고 불리며, 이탈리아 사르데냐주 수드사르데냐도에 위치한 코무네이다. 칼리아리에서 북서쪽으로 약 30 킬로미터 (19 mi) 떨어져 있고, 산루리에서 남쪽으로 약 15 킬로미터 (9 mi) 떨어져 있다. 2004년 12월 31일 기준으로 인구는 9,443명이며 면적은 83.9 제곱킬로미터 (32.4 mi2)이다.
세라만나는 다음 코무네와 접한다: 누라미니스, 사마시, 산루리, 세렌티, 빌라치드로, 빌라소르.